# تيم باكينس
تيم باكينس (بالهولندية: Tim Bakens)‏ (2 نوفمبر 1982 بخروسبيك في هولندا - ) هو لاعب كرة قدم هولندي في مركز قلب الدفاع. لعب مع آر كي سي فالفيك ودي غرافشاب وسبارتا روتردام ونادي سانت غالن ونادي فولندام ونادي كامبور.

## روابط خارجية
- تيم باكينس على موقع قاعدة بيانات كرة القدم.إي يو (الإنجليزية)
- تيم باكينس على موقع عالم كرة القدم.نت (الإنجليزية)